# Pieńki (Kłódno)
Pieńki – część wsi Kłódno w Polsce położona w województwie łódzkim, w powiecie poddębickim, w gminie Wartkowice. 
Pieńki wchodzą w skład sołectwa Kłódno.
W latach 1975–1998 Pieńki należały administracyjnie do województwa sieradzkiego.